# Elma Electronic
Die Elma Electronic AG mit Sitz in Wetzikon ist ein international tätiger Schweizer Hersteller von Electronic Packaging-Produkten für die Elektronikindustrie. Die Unternehmensgruppe beschäftigt 803 Mitarbeiter und erwirtschaftete 2022 einen Umsatz von 167,8 Millionen Schweizer Franken. Das Unternehmen ist an der Schweizer Börse SIX Swiss Exchange kotiert.

## Tätigkeitsgebiet
Das Unternehmen entwickelt und fertigt Einzel- und Systemlösungen. Die modulare Produktpalette umfasst Komponenten für 19"-Mechanik, modulare Gehäuse, Schaltschränke und Backplanes, bis hin zu komplett aufgebauten Systemen. Die Systempalette umfasst alle gängigen Systemarchitekturen, wie z. B. OpenVPX, CompactPCI Serial, COM Express oder VMEbus. Die Systeme werden auf Wunsch kundenspezifisch angepasst. Außerdem stellt Elma Drehschalter für den Einsatz in Elektronikbaugruppen her.

## Geschichte
Das Unternehmen wurde 1960 als Einzelfirma in Mönchaltorf gegründet. 1965 expandierte es mit der Gründung einer Tochtergesellschaft in München nach Deutschland. 1970 verlegte Elma seinen Sitz nach Wetzikon. 1974 wurde das Unternehmen vollständig vom Sulzer-Konzern übernommen. Mit der Gründung einer Tochtergesellschaft expandierte Elma 1985 in die USA, wo es 1990 ein weiteres Tochterunternehmen gründete.
1996 wurde das Unternehmen wieder aus dem Sulzer-Konzern herausgelöst und mit einem IPO an die Börse gebracht. Im Jahr 2000 gründete das Unternehmen weitere Tochtergesellschaften in Frankreich, Israel und England und tätigte Übernahmen in Deutschland und Rumänien. Die Expansion setzte sich 2004 mit der Gründung eines Tochterunternehmens in China sowie mit einer Firmenübernahme in den USA fort, die 2005 von einer weiteren Akquisition in England gefolgt wurde.